# 尼蘭德 (加利福尼亞州)
尼蘭德（英語：Niland）是位於美國加利福尼亞州因皮里爾縣的一個人口普查指定地區。

## 地理
尼蘭德的座標為33°14′24″N 115°31′08″W / 33.24000°N 115.51889°W，而該地最高點為海拔高度-43米（即-141英尺）。

## 人口
根據2010年美國人口普查的數據，尼蘭德的面積為1.040平方千米，當中陸地面積為1.040平方千米，而水域面積為0.000平方千米。當地共有人口1006人，而人口密度為每平方千米967人。